# Coproica hirtuloidea
Coproica hirtuloidea är en tvåvingeart som först beskrevs av Oswald Duda 1925.  Coproica hirtuloidea ingår i släktet Coproica och familjen hoppflugor. Inga underarter finns listade i Catalogue of Life.